# Thaleropia queenslandica
Thaleropia queenslandica là một loài thực vật có hoa trong Họ Đào kim nương. Loài này được (L.S.Sm.) Peter G.Wilson miêu tả khoa học đầu tiên năm 1993.